# Nippori-Toneri Liner
Le Nippori-Toneri Liner (日暮里・舎人ライナー, Nippori-Toneri-rainā) est un métro automatique sur pneus à Tokyo au Japon. Il relie la gare de Nippori dans l'arrondissement d'Arakawa à la gare de Minumadai-shinsuikōen dans l'arrondissement d'Adachi. La ligne entièrement aérienne de 9,7 km est exploitée par le bureau des Transports de la Métropole de Tokyo (Toei) depuis le 30 mars 2008.

## Histoire
Le projet d'une ligne desservant l'ouest de l'arrondissement d'Adachi, peu desservi par les transports en commun, fut proposé en 1985. Le coût trop élevé d'une ligne métro classique pour le nombre de passagers attendus amena à choisir un métro léger automatique. Les travaux débutèrent en 1997 et la ligne fut inaugurée le 30 mars 2008.
En 2021, après une enquête nationale du ministère du Territoire, des Infrastructures, des Transports et du Tourisme, cette ligne se classait première en termes de congestion quotidienne avec un taux de charge de 4 points de plus par rapport a 2020 (le japon n'a pas confiné pendant l'épidémie de Covid) atteignant 144% de charge. Cette ligne est depuis 2016 dans le Top 5 des lignes saturées avec un maximum de 189% de charge.

## Stations
| Station               | Nom japonais   | Distance (km) | Correspondances                                          | Arrondissement |
| --------------------- | -------------- | ------------- | -------------------------------------------------------- | -------------- |
| Nippori               | 日暮里         | 0             | JR East : Jōban, Keihin-Tōhoku, Yamanote Keisei : Keisei | Arakawa        |
| Nishi-Nippori         | 西日暮里       | 0,7           | JR East : Keihin-Tōhoku, Yamanote Tokyo Metro : Chiyoda  | Arakawa        |
| Akado-shōgakkōmae     | 赤土小学校前   | 1,7           |                                                          | Arakawa        |
| Kumanomae             | 熊野前         | 2,3           | Toei : Toden Arakawa                                     | Arakawa        |
| Adachi-Odai           | 足立小台       | 3,0           |                                                          | Adachi         |
| Ōgi-ōhashi            | 扇大橋         | 4,0           |                                                          | Adachi         |
| Kōya                  | 高野           | 4,5           |                                                          | Adachi         |
| Kōhoku                | 江北           | 5,1           |                                                          | Adachi         |
| Nishiaraidaishi-nishi | 西新井大師西   | 6,0           |                                                          | Adachi         |
| Yazaike               | 谷在家         | 6,8           |                                                          | Adachi         |
| Toneri-kōen           | 舎人公園       | 7,7           |                                                          | Adachi         |
| Toneri                | 舎人           | 8,7           |                                                          | Adachi         |
| Minumadai-shinsuikōen | 見沼代親水公園 | 9,7           |                                                          | Adachi         |

## Matériel roulant
La ligne utilise des rames série 300 à cinq voitures depuis l'ouverture de la ligne. Depuis octobre 2015, des nouvelles rames série 330 sont introduites.

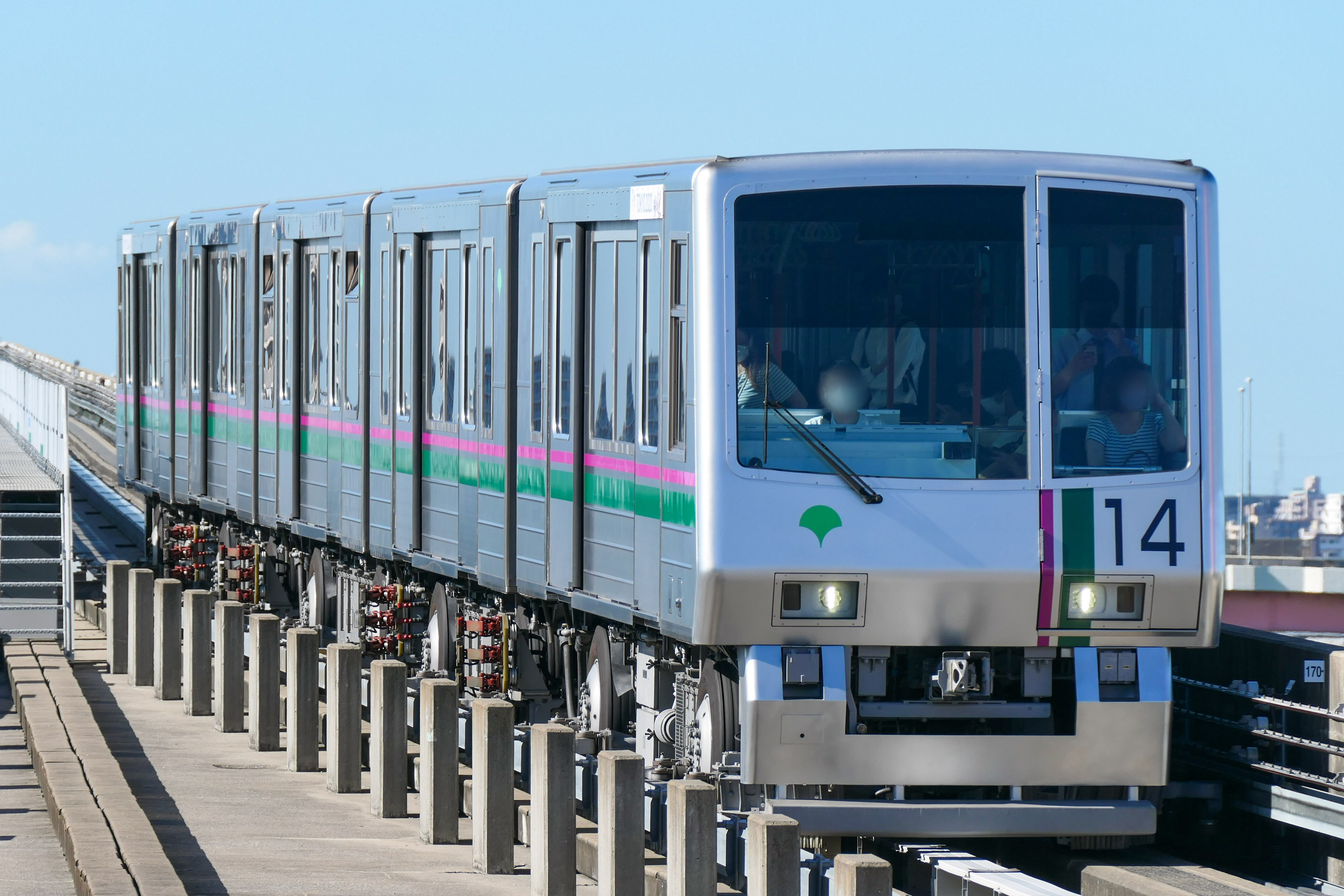
Série 300
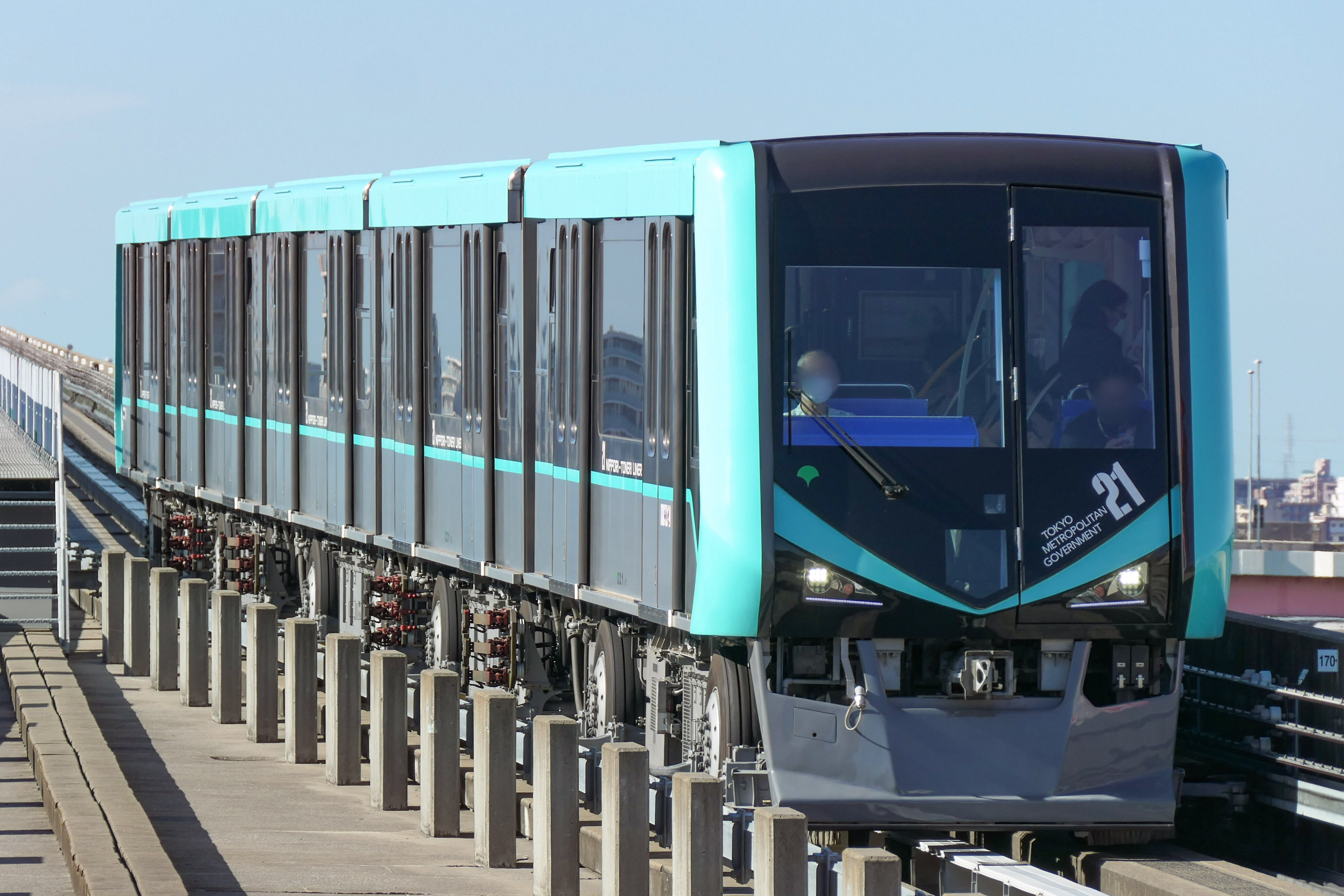
Série 320
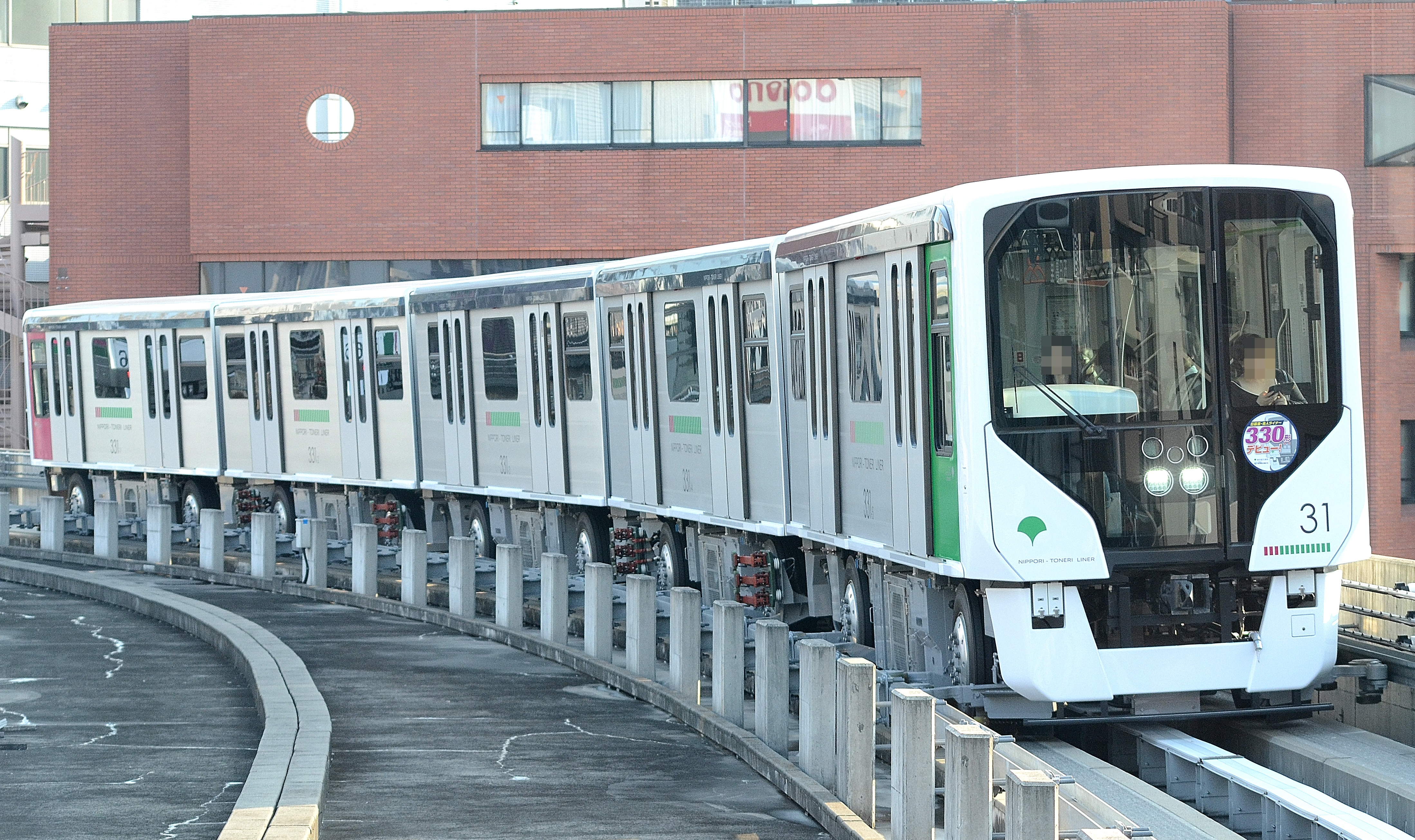
Série 330